# بیداری بزرگ دوم

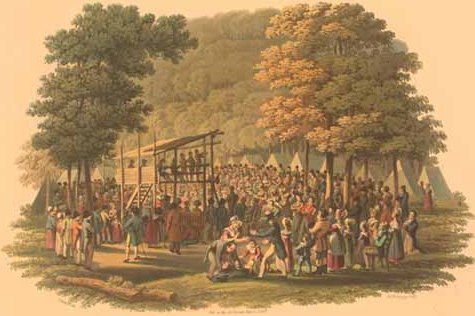
حکاکی اردوی متدیست.

بیداری بزرگ دوم یک بیداری مسیحی پروتستان در ایالات متحده آمریکا در قرن نوزدهم بود. این نهضت در حدود ۱۷۹۰ آغاز شد و تا ۱۸۰۰ شتاب گرفت و پس از ۱۸۲۰ شمار عضویت در مذاهب بپتیست و متدیست که واعظانشان رهبری نهضت را بر عهده داشتند به سرعت افزایش یافت. اوج آن در اواخر دهه ۱۸۵۰ بود. بیداری بزرگ دوم منعکس کنندهٔ
رمانتیسم بود که مشخصه اش شوق، احساسات و توسل به ماوراءالطبیعه بود. این نهضت خردگرایی و دادارباوری شکاکانهٔ عصر روشنگری را نفی می‌کرد.
این نوزایی‌ها باعث شد میلیون‌ها نفر در مذاهب انجیلی موجود ثبت نام کنند و منجر به شکل‌گیری مذاهب نوینی شد. بسیاری از نوکیشان باور داشتند که بیداری پیام آور یک عصر هزاره‌ای جدید است. بیداری بزرگ دوم انگیزه بخش ایجاد نهضت‌های اصلاحگر بسیاری شد که طراحی شده بودند تا برای شرارت‌های جامعه پیش از ظهور دوم عیسی مسیح چاره اندیشی کنند.
مورخین بیداری بزرگ دوم را با پیش زمینهٔ بیداری بزرگ اول از دهه ۱۷۳۰ و ۱۷۴۰ و بیداری بزرگ سوم از دهه ۱۸۵۰ تا اوایل ۱۹۰۰ نامگذاری کردند. این نوزایی‌ها بخشی از جنبش مذهبی رمانتیک بزرگتری بودند که در آن زمان داشت اروپا مخصوصاً سراسر انگلستان، اسکاتلند و آلمان را درمی‌نوردید.